# Andhra Pradesh
Andhra Pradesh este un stat de pe litoralul de sud-est al Indiei. Este situat în golful Begal. Este cel de-al șaptelea stat după suprafață cu 162.975 kmp și al zecelea stat după populație cu 49.386.799 locuitori. Se învecinează cu Telangana la nord-vest, Chhattisgarh la nord, Odisha la nord-est, Tamil Nadu la sud, Karnataka la vest și Golful Bengal la est. Are a doua coastă ca lungime din India după Gujarat, de aproximativ 974 km. Andhra Pradesh este primul stat din India format pe baze lingvistice la 1 octombrie 1953. Statul a fost odinioară un important loc de pelerinaj budist și un centru al teologiei budiste ceea ce a lăsat urme în multe locuri din stat sub formă de ruine, chaitya și stupe. Andhra Pradesh este de asemenea cunoscut ca locul de proveniență al al faimosului diamant Koh-i-Noor și al multor alte diamante cunoscute la nivel mondial datorită originii lor din mina Kollur. Este cunoscut și ca "orezăria Indiei" pentru că este un producător major de orez la nivel național. Limbă oficială este telugu; una dintre limbile clasice din India, a patra cea mai vorbită limbă din India și a 11-a cea mai vorbită limbă din lume.
Primii locuitori erau cunoscuți sub numele de Andhra, putându-li-se urmări istoria până în perioada vedică, când au fost menționați în textul rigvedic din secolul al VIII-lea î.Hr., Aitareya Brahmana. Conform Aitareya Brahmana, Andhra au părăsit malurile râului Yamuna din nordul Indiei și au migrat în sudul Indiei. În secolul al III-lea î.Hr., Andhra era un regat vasal al Așoka, dar după moartea sa, Andhra a devenit puternic și și-a extins imperiul în întreaga țară a marathilor și nu numai. La sfârșitul secolului 3 î.e.n, iese de sub autoritatea Imperiului Maurya și se pun bazele unui stat independent. În timpul dinastiei Satavahana  (50 î.e.n. - 200 e.n.), noul regat devine o putere de prim rang în India, ocupând aproape întregul Podiș Dekkan. În secolul 6 e.n. este cucerită de regatul sud-indian Palava.

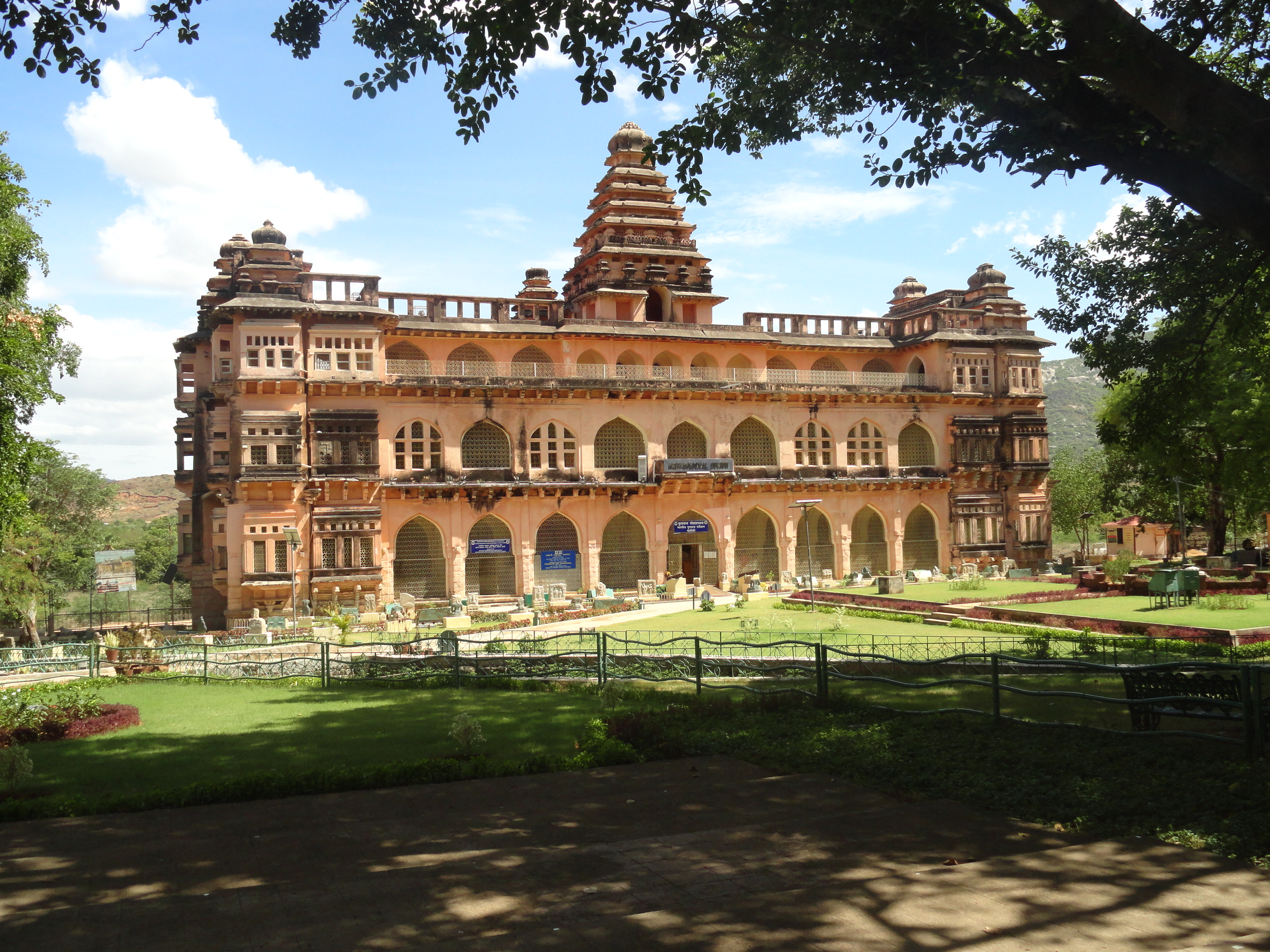
Raaja Mahal pe teritoriul cetății din orașul Chandragiri

Andhra Pradesh cuprinde două regiuni majore, și anume Rayalaseema în sud-vest și Andhra de Coastă care este mărginită de Golful Bengal la est și nord-est. Statul este format din treisprezece districte, nouă situate în Andhra de Coastă și patru în Rayalaseema. Districtul Yanam al teritoriului unional Puducherry se află în delta râului Godavari, în partea de est a statului. Este singurul stat cu trei capitale. Cel mai mare oraș și centrul comercial al statului, Visakhapatnam este capitala executivă, în timp ce Amaravati și Kurnool servesc drept capitală legislativă și, respectiv, judiciară. Zonele din interior cârmuite în trecut de nizamii din Hyderabad au fost desprinse de Andhra Pradesh pe 2 iunie 2014, formănd statul federal Telangana. Economia Andhra Pradesh este cea de-a șaptea ca mărime din India cu un produs intern brut de 130 miliarde dolari SUA și un PIB pe cap de locuitor peste media națională (2300 dolari SUA).  Andhra Pradesh are în jurisdicția sa aproape 15000 km2 de ape teritoriale.
Andhra Pradesh în 2015 a primit 121.8 milioane de vizitatori, o creștere cu 30% față de anul precedent, devenind al treilea stat după numărul de turiști din India. Templul Tirumala Venkateswara din Tirupati este unul dintre cele mai vizitate situri religioase din lume, cu 18 milioane de vizitatori pe an. Regiunea găzduiește de asemenea o mulțime de alte centre de pelerinaj, cum ar fi Pancharama Kshetras, Mallikarjuna Jyotirlinga și Templul Kodanda Rama. Atracțiile naturale ale statului includ plajele din Visakhapatnam, resorturile montane, cum ar fi Valea Araku și Munții Horsley, și insulele Konaseema din delta râului Godavari.